# Lycenchelys nigripalatum
Lycenchelys nigripalatum är en fiskart som beskrevs av Dewitt och Hureau, 1979. Lycenchelys nigripalatum ingår i släktet Lycenchelys och familjen tånglakefiskar. Inga underarter finns listade i Catalogue of Life.